# Dach
Dach – górna, najwyższa część budynku, mająca za zadanie przykrycie i osłanianie go przed wpływami atmosferycznymi.
Składa się on z konstrukcji nośnej i pokrycia. Konstrukcja w budynkach o średniej wielkości jest zazwyczaj wykonana z belek drewnianych, przy większych odległościach pomiędzy ścianami zewnętrznymi stosuje się konstrukcje stalowe, żelbetowe lub z drewna klejonego. Materiał pokrycia zależy od strefy klimatycznej, lokalnego stylu i architektury budynku. Używane są zarówno pokrycia tradycyjne, takie jak strzecha, gont czy łupek, jak i współczesne systemy pokryć zawierające membrany izolacyjne i warstwy wodoodporne. Kąt jego nachylenia również zależy od lokalnych uwarunkowań i projektu architektonicznego. W niektórych budynkach współczesnych istnieje niewielka różnica pomiędzy dachem a ścianą zewnętrzną, efekty takie uzyskuje się również przez użycie stropodachu.

## Elementy

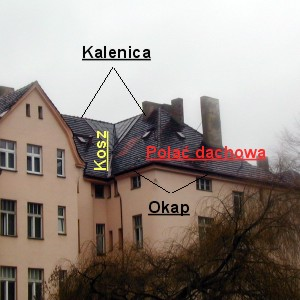
Części dachu

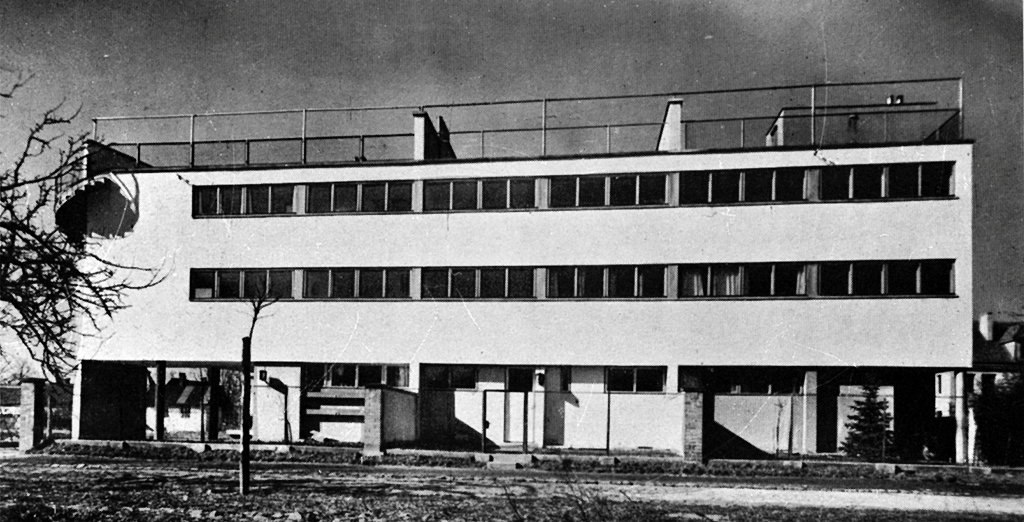
Dach płaski przeznaczony na taras widokowy i ogród (Warszawa, 1929)

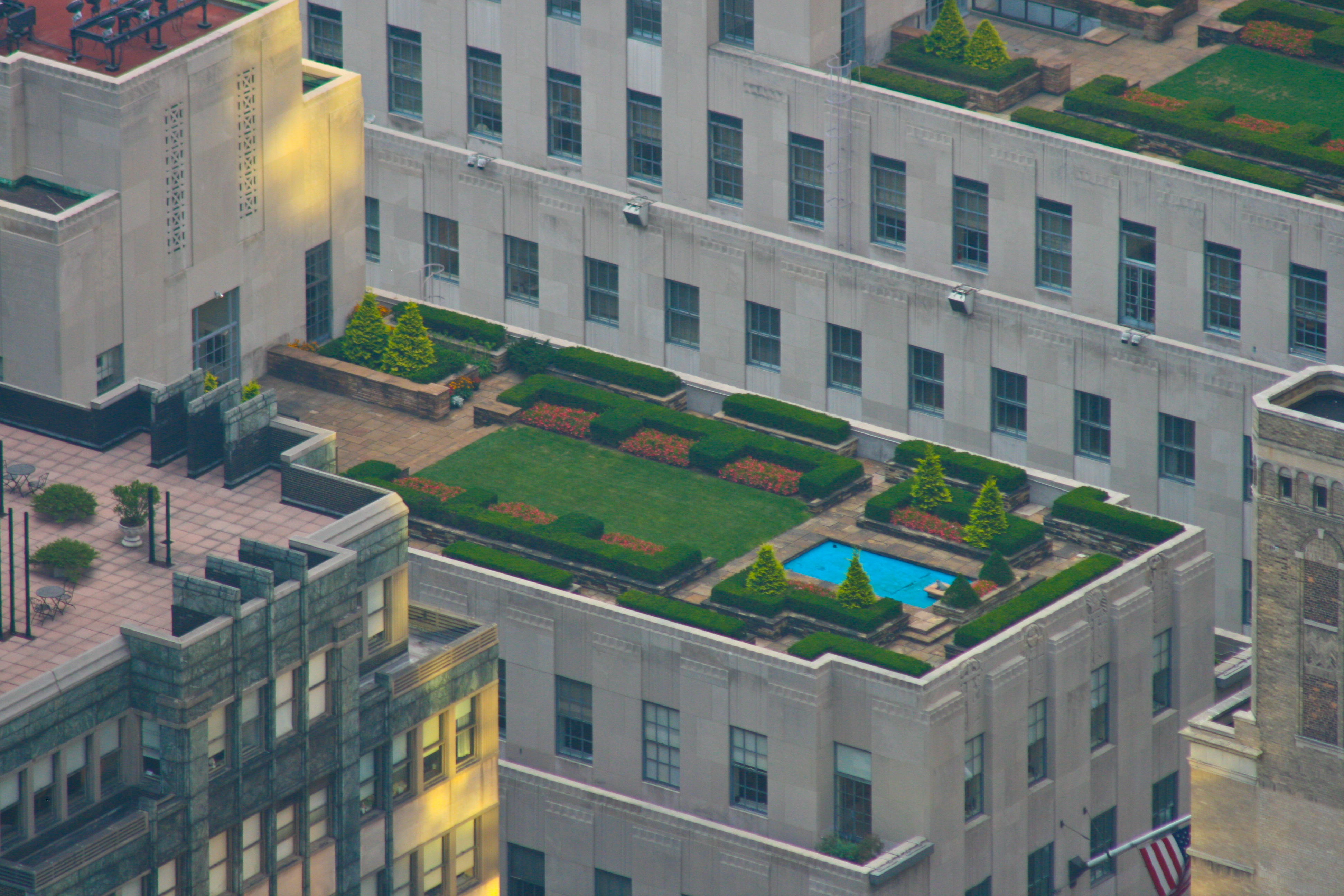
Ogród na dachu płaskim, budynek Rockefeller Center (Nowy Jork, 1939)

Główne części:
- Warstwy dachu:
  - więźba dachowa
  - pokrycie
    - podbitka

Części dachu:
- połać dachowa:
  - naczółek
  - przyczółek
- krawędzie połaci:
- kalenica
- kosz, nazywany krawędzią koszową
- okap
- naroże dachowe

Elementy i urządzenia związane z dachem:
- komin
- wyłaz
- okno dachowe
- ława kominiarska
- instalacja odgromowa
- płotki (bariery) przeciwśniegowe
- odwodnienie dachu: wodę z opadów atmosferycznych, czy roztopionego śniegu odprowadza się z dachu na zewnątrz – przy pomocy rynien i rur spustowych – albo do wewnątrz – przy pomocy wpustów dachowych i rur spustowych usytuowanych wewnątrz budynku.

## Konstrukcja nośna
Konstrukcja nośna dachu to te elementy, które przenoszą ciężar dachu na ściany budynku. W budynkach tradycyjnych konstrukcję nośną dachu stanowi więźba dachowa, której funkcję w budynkach większych wykonują wiązary stalowe (kratownice) lub elementy żelbetowe. Współcześnie stosuje się też więźby drewniane z elementów prefabrykowanych.

## Rodzaje pokrycia

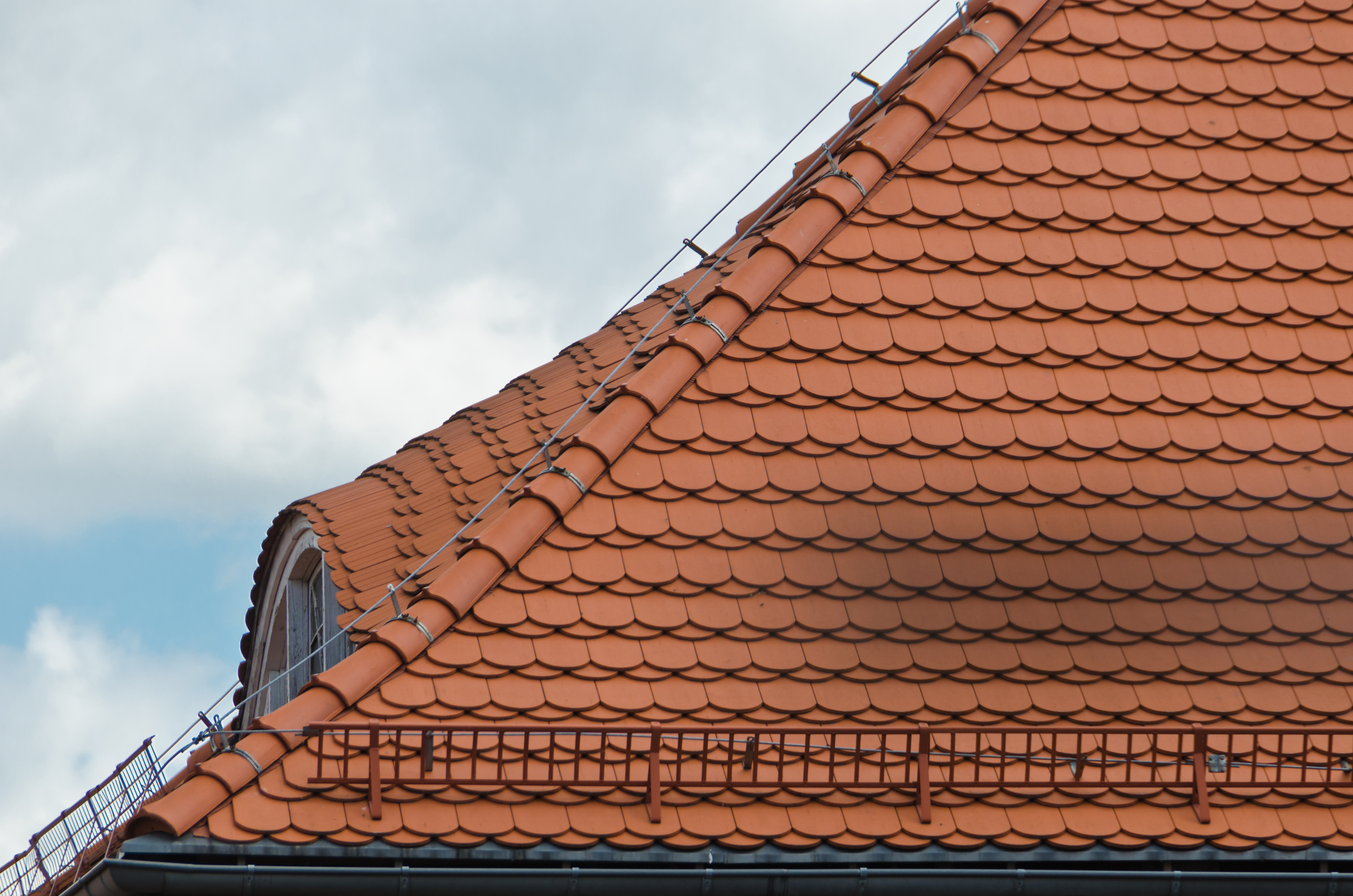
Dach kryty dachówką karpiówką

Zewnętrzną warstwę, narażoną na działanie warunków atmosferycznych, nazywamy pokryciem. Za pokrycie służyć może:
- słoma – wiązana i układana w strzechę. Jest to jeden ze starszych materiałów, obecnie prawie nie stosowany, choć ma swoich zwolenników jako materiał naturalny (budownictwo ekologiczne).
- trzcina – podobnie jak słoma, jest materiałem naturalnym, służącym do wykonania strzechy.
- dranica – pokrycie z desek drewnianych o większej długości.
- gont – pokrycie z niewielkich elementów drewnianych, łączonych ze sobą przez klinowanie.
- łupek – pokrycie z płytek kamiennych, przytwierdzanych do desek ułożonych na więźbie, dość ciężkie. Stosowane w rejonach w pobliżu złoży łupka (Francja, Wielka Brytania, Skandynawia),
- dachówka – pokrycie układane z elementów ceramicznych lub cementowych, popularny w tradycyjnym budownictwie. Stosuje się dachówki różnych kształtów i kolorów, w zależności od technologii wypalania i dodanych barwników.
- blacha – blacha miedziana, stalowa ocynkowana, niekiedy dodatkowo powlekana tworzywem (np. poliestrem). Arkusze blachy dachowej układa się na deskowaniu i zagina na łączeniach. Odmianą blachy dachowej jest tzw. blachodachówka – pokrycie blaszane imitujące dachówkę ceramiczną, ale lżejsze od niej.
- papa – pokrycie stosowane na dachy o małym spadku i stropodachy. Jest to materiał tani i dający możliwość szybkiego ułożenia, ale niezbyt estetyczny i o niewielkiej trwałości. Stosowany zwłaszcza na budynki tymczasowe; w wypadku stropodachów pokrycie papą jest obecnie wypierane przez bezspoinowe masy bitumiczne.
- eternit – pokrycie uważane za bardzo szkodliwe dla zdrowia człowieka ze względu na zawartość azbestu.
- nylon dekarski –  pokrycie dachowe stworzone na bazie elastycznych polimerów. Łączy on w sobie cechy samodzielnej powłoki dachowej oraz materiału do naprawy dachów.
- tzw. zielony dach – warstwa roślinności na przepuszczalnym i łatwo nasiąkliwym podłożu mineralnym lub organicznym (do 20%), ułożona na płycie żelbetowej i warstwach izolacji, w tym na specjalnej macie drenarskiej. Jest pokryciem ciężkim i wymagającym dużej dokładności wykonania, stosowanym dla uatrakcyjnienia bryły budynku.

## Kształt
Kształt może być uwarunkowany klimatem (dach cztero- i dwuspadowy) lub względami estetycznymi (kopulasty, mansardowy).
Rodzaje (ze względu na kształt):

- dach czterospadowy
- dach dwuspadowy
- dach hełmowy
- dach kopulasty
- dach krążynowy
- dach mansardowy
- dach naczółkowy
- dach namiotowy
- dach pilasty
- dach pogrążony
- dach półszczytowy
- dach pulpitowy
- dach stożkowy
- dach szedowy
- dach wieżowy